# Max Horton
Max Kennedy Horton (29 de noviembre de 1883 - 30 de julio de 1951) fue un comandante de submarinos británico en la Primera Guerra Mundial y el comandante en jefe de la Western Approaches en la segunda mitad de la Segunda Guerra Mundial, responsable de la participación británica en la  Batalla del Atlántico.

## Primera Guerra Mundial
Horton se unió al buque escuela oficial de la Armada, HMS Britannia el 15 de septiembre de 1898. Whilst on HMS Duke of Edinburgh, se vio involucrado en los esfuerzos de rescate cuando SS Delhi encalló en Cabo Espartel y posteriormente fue galardonado con el The Board of Trade Medal for Saving Life at Sea en plata.
El estallido de la guerra vio entrar en acción al Teniente Comandante Horton al mando de uno de los primeros británicos submarinos oceánicos, de 800 ton HMS E9. Al amanecer del 13 de septiembre de 1914, que torpedeó al crucero ligero  Alemán SMS Hela seis millas al suroeste de Heligoland. Hela fue golpeado en medio del barco con los dos torpedos disparados desde un rango de 600 yardas. Todos menos dos de sus tripulantes fueron rescatados por el SM U-18 y otro buque alemán. Aunque perseguidos la mayor parte del día por las fuerzas navales alemanas, E9 logró alcanzar Harwich a salvo. Entrando en el puerto, Horton inició la tradición de los submarinos ingleses de elevación de la Bandera pirata después de una patrulla de éxito.

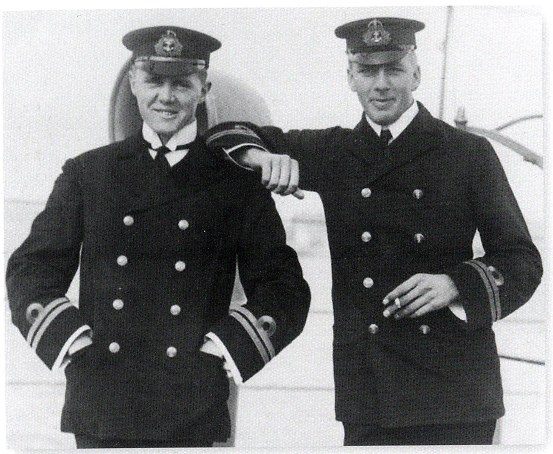
Horton (left) with Noel Laurence, commander of HMS E1 (right), while serving in the Baltic

Tres semanas después, Horton hundió el destructor alemán S 116 en la entrada de la boca del río Ems. Para hundir el crucero y el destructor, Horton fue galardonado con la  Distinguished Service Order (DSO). Enviado al Mar Báltico as part of a British flotilla, Horton hundió otro destructor y varios buques mercantes y dañó al crucero acorazado alemán SMS Prinz Adalbert. Durante este período, el 31 de diciembre de 1914, Horton fue ascendido a Comandante.
En 1917, Horton fue galardonado con el bar a su DSO por servicios de larga y ardua al mando de submarinos en el extranjero. Tres años más tarde, como capitán, fue galardonado con una segunda barra a su DSO por servicios distinguidos en el mando de la flotilla de submarinos del Báltico.

## Interbellum
Durante la década de 1920, Horton se desempeñó como capitán de HMS Conquest and of the battleship HMS Resolution. El 17 de octubre 1932, Horton fue ascendido a almirante con la bandera a bordo del buque de guerra HMS Malaya. Tres años más tarde, tomó el mando de la primera escuadrilla del crucero con la bandera a bordo del HMS London. Promovido a vicealmirante en 1937, estuvo al mando de la Reserve Fleet.

## Segunda Guerra Mundial
Con el inicio de la Segunda Guerra Mundial, Horton fue puesto al mando de la llamada Norte Patrulla aplicar el bloqueo marítimo lejano de Alemania en el mar entre las Islas Orcadas y las Islas Feroe. En 1940, fue nombrado comandante de los submarinos con bases locales, a pesar de que era mucho más alto en rango que los submarinos oficial de bandera había sido tradicionalmente, debido a una nueva regulación del Ministerio de marina que el oficial de bandera de los submarinos tenía que ser un oficial que había servido a bordo de submarinos en la Primera Guerra Mundial. El biógrafo de Horton, contralmirante William S. Chalmers, cita la opinión de que esta regulación se hace pasar a través con el único fin de asegurar que Horton estaba en una lista muy corta de los calificadores de este post, casi asegurando su rápida transferencia a Aberdour, tan grande era el deseo de algunos dentro del Almirantazgo tener a Horton revitalizando el arma submarina.
Horton trasladó su cuartel general a Aberdour donde estaba bajo el control de los comandantes de la flota en Scapa Flow de Northways en el norte de Londres, oficialmente porque quería más libertad en el funcionamiento de su mando, pero supuestamente porque Northways se encuentra cerca de algunos de sus campos de golf favoritos. Horton, un ávido jugador de golf, se dice que ha jugado un partido de golf casi todos los días durante la guerra (ya que la mayoría de las batallas del convoy tuvo lugar en la noche), y fue generosamente discapacitado en una "financial 8".
Después de haber sido ascendido a almirante el 9 de enero de 1941, Horton fue nombrado Comandante en Jefe, Western Approaches Command el 17 de noviembre de 1942. Aquí él instituyó una serie de cambios tácticos en la forma en que los buques de escolta iban a ser utilizados. Además del sistema de grupos de escolta existente, en la que se asignaron los grupos de barcos para defender el perímetro de cajas convoy, Horton instituyó un sistema de grupos de apoyo, quienes también viajan con los convoyes, pero tienen mucha más libertad en cuanto a la búsqueda de submarinos a la muerte, aunque tal acción requería abandonar el convoy durante períodos de tiempo más largos que los que se consideran aceptables para los grupos de escolta. Grupos de apoyo de Horton demostró ser decisiva en la primavera crucial de 1943, teniendo la batalla por los submarinos y aplastar la moral del arma de submarinos con contraataques constantes y exitosos. Horton is widely credited, along with his predecessor, Admiral Sir Percy Noble, como una de las figuras más importantes en la victoria de los aliados en el Atlántico. En agosto de 1945, Max Horton, a petición suya, fue colocado en la lista de retirados con el fin de facilitar la promoción de los oficiales más jóvenes. Fue nombrado Caballero de la Gran Cruz de la Orden del Baño.

## Honores
- Knight Grand Cross of the Order of the Bath (14 June 1945, King's Birthday Honours); KCB (2 de enero de 1939, New Year Honours); CB (4 June 1934, Birthday Honours)
- Distinguished Service Order and two bars (21 October 1914, highly successful attacks on German men-of-war; 2 November 1917, for long and arduous services in command of overseas submarines; 8 March 1920, distinguished service in command of the Baltic submarine flotilla)
- Mention in Despatches (11 July 1940)
- The Board of Trade Medal for Saving Life at Sea in silver (1911)
- Order of St. George, 4th Class (Russia) (LG 15 November 1915)
- Grand Officer of the Légion d'honneur (France)
- Croix de Guerre with Palmes (France)
- Order of St. Vladimir 4th Class with swords (Russia)
- Order of St. Anna, 2nd Class with swords and diamonds (Russia)
- Order of St. Stanislaus 2nd Class
- Grand Cross of the Order of Orange-Nassau (Netherlands, 12 May 1942)
- Chief Commander of Legion of Merit (USA, 28 May 1946)
- Grand Cross of the Order of St. Olaf (Norway, 13 January 1948; services to Norway)